# Dono II de Antioquia
Dono II de Antioquia foi o patriarca de Antioquia sucessor de seu tio João I. Foi amigo do influente teólogo Teodoreto. Dono foi o primeiro a acusar os ensinamentos de Eutiques como heréticos em uma carta sinódica ao imperador Teodósio II.

## Biografia
Ordenado diácono por Juvenal de Jerusalém em 429, viveu por dois anos no mosteiro de Eutímio, o Grande. Tomando conhecimento do envolvimento de seu tio na controvérsia nestoriana, Dono abandonou o mosteiro e partiu em seu auxílio. Adquirindo grande reputação em Antioquia, com a morte de seu tio em 442, Dono foi nomeado seu sucessor sendo classificado como bispo chefe do mundo oriental. Em 445 convocou um sínodo que depôs Atanásio de Perrha. Em 447 consagrou Irineu bispo de Tiro, no entanto, por intervenção do imperador Teodósio II que considerava inadequado colocar um partidário do nestorianismo e mesmo diante dos protestos de Teodoreto, Dono anulou sua decisão. Em 448 Dono convocou um sínodo em Antioquia para deliberar acerca das acusações feitas sobre o bispo Ibas de Edessa que estava sendo acusado de envolvimento com práticas nestorianas. O sínodo foi decidido a favor de Ibas e seus acusadores foram afastados, no entanto, as decisões deste sínodo foram revogadas pelo patriarca Flaviano de Constantinopla que considerou que Dono e o imperador manipularam o resultado.
No Segundo Concílio de Éfeso de 8 de agosto de 449, conhecido como Latrocínio de Éfeso, Dono perdeu seu posto presidencial (foi substituído por Dióscoro de Alexandria) como seu patriarcado (foi substituído por Máximo). Devido a pressão exercida por Dióscoro e por Barsauma e seus monges, Dono foi forçado tanto a revogar as acusações feitas contra Eutiques em 447 em uma carta sinódica enviada a Teodósio II como a condenar Flaviano de Constantinopla. Além disso, Dono foi deposto por Dióscoro que o acusou de aprovar um sermão nestoriano apresentado a ele em Antioquia  por Teodoreto e por criticar em cartas endereçadas a Dióscoro escritos de Cirilo de Alexandria. Dono foi o único bispo deposto no Éfeso que não foi restabelecido após o Concílio de Calcedónia. Seu sucessor no patriarcado de Antioquia conseguiu no concílio a permissão para atribuir a Dono uma pensão a partir da receita da igreja.
Exilado, Dono retornou para o monastério de Eutímio, o Grande onde, em 452 (segundo Teófanes), proporcionou refúgio a Juvenal de Jerusalém quando este foi deposto de sua sé.